# Клайд (Каліфорнія)
Клайд (англ. Clyde) — переписна місцевість (CDP) в США, в окрузі Контра-Коста штату Каліфорнія. Населення — 729 осіб (2020).

## Географія
Клайд розташований за координатами 38°1′30″ пн. ш. 122°1′41″ зх. д. / 38.02500° пн. ш. 122.02806° зх. д. (38.025106, -122.027966).  За даними Бюро перепису населення США в 2010 році переписна місцевість мала площу 0,35 км², уся площа — суходіл. В 2017 році площа становила 0,37 км², уся площа — суходіл.

## Демографія
Згідно з переписом 2010 року, у переписній місцевості мешкало 678 осіб у 248 домогосподарствах у складі 167 родин. Густота населення становила 1952 особи/км².  Було 264 помешкання (760/км²).
Расовий склад населення:
| - 78,2 % — білих - 8,6 % — азіатів - 1,6 % — чорних або афроамериканців - 0,6 % — корінних американців - 0,4 % — вихідців з тихоокеанських островів - 3,7 % — осіб інших рас |

До двох чи більше рас належало 6,9 %. Частка іспаномовних становила 14,6 % від усіх жителів.
За віковим діапазоном населення розподілялося таким чином: 22,3 % — особи молодші 18 років, 69,9 % — особи у віці 18—64 років, 7,8 % — особи у віці 65 років та старші. Медіана віку мешканця становила 38,4 року. На 100 осіб жіночої статі у переписній місцевості припадало 98,8 чоловіків;  на 100 жінок у віці від 18 років та старших — 98,9 чоловіків також старших 18 років.
За межею бідності перебувало 24,5 % осіб, у тому числі 70,5 % дітей у віці до 18 років та 0,0 % осіб у віці 65 років та старших.
Цивільне працевлаштоване населення становило 528 осіб. Основні галузі зайнятості: освіта, охорона здоров'я та соціальна допомога — 22,7 %, інформація — 11,2 %, виробництво — 9,5 %, науковці, спеціалісти, менеджери — 9,3 %.